# Straight from the Heart
A Straight from the Heart egy Bryan Adams által írt és zenésített dal, amely 1983-ban jelent meg, majd néhány hónappal később Bonnie Tyler aktuális lemezére is felkerült az eredeti szöveggel, azonban a zenei rendezője már Jim Steinman. Ez Tyler 31. kislemeze.

## Kritika
A legjobb feldolgozása ennek a dalnak, fantasztikus szöveg, a legjobb női hang Jim Steinman bombasztikus zenei robbanás effektjei.

## Kislemez
| #   | Dalcím                  | Zeneszerző                 | Producer     | Hossz |
| --- | ----------------------- | -------------------------- | ------------ | ----- |
| A/1 | Straight from the Heart | John Fogerty               | Jim Steinman | 3:35  |
| B/1 | First Love              | P. Oxendale / Bonnie Tyler | P. Hopkins   | 3:35  |